# Ihor Ozarkiw
Ihor Ihorowycz Ozarkiw, ukr. Ігор Ігорович Озарків (ur. 22 stycznia 1992, w obwodzie lwowskim, Ukraina) – ukraiński piłkarz, grający na pozycji pomocnika.

## Kariera piłkarska

### Kariera klubowa
Jest wychowankiem szkoły sportowej w Żydaczowie (trener - Wołodymyr Sapuha) oraz Karpat Lwów (trener - Jarosław Kikot'). W latach 2005-2009 bronił barw Karpat i UFK Lwów w juniorskich mistrzostwach Ukrainy (DJuFL). Rozpoczął karierę piłkarską najpierw w drugiej i rezerwowej drużynie Karpat, a 1 października 2011 debiutował w pierwszym zespole w meczu z Wołyniem Łuck (2:0). W styczniu 2014 został wypożyczony do FK Ołeksandrija, a 5 września jako wolny agent podpisał kontrakt z Nywą Tarnopol. Po odpadnięciu klubu z rozgrywek profesjonalnych, 7 sierpnia został piłkarzem gruzińskiego klubu Kolcheti 1913 Poti.

### Kariera reprezentacyjna
W 2009 zadebiutował w juniorskiej reprezentacji Ukrainy.